# Place d'Armes (Santiago du Chili)
Pour les articles homonymes, voir Place d'armes.
La place d'Armes (en espagnol : Plaza de Armas) est une place publique de la ville de Santiago, capitale du Chili.

## Situation
Place principale du cœur historique de Santiago, elle est formée d'une grande surface dallée essentiellement piétonne, agrémentée de massifs de fleurs et d'arbres. Seules deux voies de circulation la longent au nord et au sud.

## Sites et monuments
La cathédrale métropolitaine et le palais épiscopal s'élèvent sur le côté ouest de la place. Le côté nord est bordé successivement d'ouest en est par la poste centrale, le Musée historique national et la mairie de Santiago. Enfin un vaste immeuble dédié au commerce, le Portal Fernández Concha, ferme la place au sud.

## Transports
En-dessous de la place se trouve la station Plaza de Armas desservie par les lignes 3 et 5 du métro.